# Karl Traugott Zeuner
Karl Traugott Zeuner (Dresden, Saxònia, 28 d'abril, 1775 - París (França), 24 de gener, 1841) fou un pianista i compositor alemany.
Va estudiar el piano a Dresden i composició amb Daniel Gottlob Türk a Halle; el 1802, mentre que romania a Sant Petersburg va prendre lliçons de Muzio Clementi. En una visita posterior a Rússia, va ensenyar al jove Glinka, que va resultar apagada per a la seva docència teòrica, encara que va fer progressos com a pianista. Va realitzar gires de concert a París el 1803, i el 1805 a Viena, on es va instal·lar breument (i va ser emprat pel príncep Golitzyn).
Va tornar a la seva ciutat natal i va continuar per recórrer Europa com a pianista de concerts amb èxit fins poc abans de morir en una visita a París. Malgrat la seva admiració per la seva composició que la seva interpretació, va escriure algunes tècniques hàbils si no inspiraven peces de piano, música de cambra i cançons molt en voga en la seva època. Aquestes van incloure fantasies i variacions per a piano, un Polonaise per a duet de piano op.10, quartets de corda (op.11, 14 i 15), dos concerts de piano (op.12 a G i op.13 a E ♭) i diversos ballets...